# Elias Rasmussen
Elias Rasmussen (født 13. maj 1996) er en fodboldspiller fra Færøerne som spiller for den færørske klub Víkingur Gøta. Han har tidligere spillet for Víkingur Gøta ll og ÍF Fuglafjørður.